# 2009-es UEFA-bajnokok ligája-döntő
A 2009-es UEFA-bajnokok ligája-döntő az európai labdarúgó-klubcsapatok legrangosabb tornájának 17., jogelődjeivel együttvéve az 54. döntője volt. A találkozót május 27-én rendezték az AS Roma és a Lazio hazai pályáján, a római Olimpiai Stadionban. A mérkőzést a spanyol FC Barcelona 2–0-ra nyerte az angol Manchester United ellen.

## A helyszín
Korábban három európai kupasorozat döntőjének adott otthont a Stadio Olimpico, 1977, 1984 és 1996 után volt ismét európai kupafinálé helyszíne.

## Résztvevők
A mérkőzést a Barcelona és a címvédő Manchester United játszotta. Utóbbi a Juventus 1997-es döntője óta az első címvédő, aki bejutott a következő év fináléjába is. Ezen felül a Milan 1990-es bajnokcsapatok Európa-kupája címvédése óta a sorozat első címvédője lehetett volna. Sorozatban ez volt az ötödik olyan döntő, amelynek legalább egy angol csapat a résztvevője volt.

## A mérkőzés

### Összefoglaló
A Barcelona szerezte a találkozó első gólját Samuel Eto’o révén a 10. percben, majd Lionel Messi 20 perccel a lefújást megelőzően kétgólosra növelte az előnyt. Végül a Barcelona 2–0-s győzelmet aratott, ezzel története során először sikerült neki a triplázás, vagyis a bajnokság (La Liga), a kupa (Copa del Rey) és a bajnokok ligája megnyerése. A Barcelonának ez volt a harmadik győzelme a sorozatban 17 évvel az után, hogy 1992-ben először nyertek bajnokcsapatok Európa-kupáját.

### Részletek
| 2009. május 27. 20:45 |

| FC Barcelona        | 2–0               | Manchester United |
| ------------------- | ----------------- | ----------------- |
| Eto’o 10' Messi 70' | (1–0) Jegyzőkönyv |                   |

| Stadio Olimpico, Róma Nézőszám: 62 467 Játékvezető: Busacca (svájci) |

| Barcelona | Manchester United |

| K               | 1  | Víctor Valdés       |     |       |
| JV              | 5  | Carles Puyol (Csk.) |     |       |
| KV              | 24 | Yaya Touré          |     |       |
| KV              | 3  | Gerard Piqué        | 16' |       |
| BV              | 16 | Sylvinho            |     |       |
| VKP             | 28 | Sergio Busquets     |     |       |
| KP              | 6  | Xavi Hernández      |     |       |
| KP              | 8  | Andrés Iniesta      |     | 90+2' |
| JKP             | 10 | Lionel Messi        |     |       |
| BKP             | 14 | Thierry Henry       |     | 72'   |
| CS              | 9  | Samuel Eto’o        |     |       |
| Cserék:         |    |                     |     |       |
| K               | 13 | José Pinto          |     |       |
| V               | 2  | Martín Cáceres      |     |       |
| V               | 46 | Marc Muniesa        |     |       |
| KP              | 15 | Seydou Keita        |     | 72'   |
| CS              | 7  | Eiður Guðjohnsen    |     |       |
| CS              | 11 | Bojan Krkić         |     |       |
| CS              | 27 | Pedro               |     | 90+2' |
| Vezetőedző:     |    |                     |     |       |
| Josep Guardiola |    |                     |     |       |

| K                 | 1  | Edwin van der Sar |       |     |
| JV                | 22 | John O’Shea       |       |     |
| KV                | 5  | Rio Ferdinand     |       |     |
| KV                | 15 | Nemanja Vidić     | 90+3' |     |
| BV                | 3  | Patrice Evra      |       |     |
| KP                | 8  | Anderson          |       | 46' |
| KP                | 16 | Michael Carrick   |       |     |
| KP                | 11 | Ryan Giggs (Csk.) |       | 75' |
| JKP               | 13 | Pak Csiszong      |       | 66' |
| BKP               | 10 | Wayne Rooney      |       |     |
| CS                | 7  | Cristiano Ronaldo | 78'   |     |
| Cserék:           |    |                   |       |     |
| K                 | 29 | Tomasz Kuszczak   |       |     |
| V                 | 21 | Rafael            |       |     |
| V                 | 23 | Jonny Evans       |       |     |
| KP                | 17 | Nani              |       |     |
| KP                | 18 | Paul Scholes      | 80'   | 75' |
| CS                | 9  | Dimitar Berbatov  |       | 66' |
| CS                | 32 | Carlos Tévez      |       | 46' |
| Vezetőedző:       |    |                   |       |     |
| Sir Alex Ferguson |    |                   |       |     |

| A mérkőzés játékosa: Xavi Asszisztensek: Matthias Arnet Francesco Buragina Negyedik számú játékvezető: Claudio Circhetta |

### Statisztika
|              | Barcelona | Manchester United |
| ------------ | --------- | ----------------- |
| Gól          | 1         | 0                 |
| Összes lövés | 4         | 8                 |
| Lövés kapura | 1         | 1                 |
| Labdabirt.   | 54%       | 46%               |
| Szöglet      | 3         | 2                 |
| Fault        | 3         | 3                 |
| Les          | 0         | 2                 |
| Sárga lap    | 1         | 0                 |
| Kiállítás    | 0         | 0                 |

|              | Barcelona | Manchester United |
| ------------ | --------- | ----------------- |
| Gól          | 1         | 0                 |
| Összes lövés | 7         | 4                 |
| Lövés kapura | 7         | 1                 |
| Labdabirt.   | 48%       | 52%               |
| Szöglet      | 1         | 5                 |
| Fault        | 4         | 7                 |
| Les          | 2         | 3                 |
| Sárga lap    | 0         | 3                 |
| Kiállítás    | 0         | 0                 |

|              | Barcelona | Manchester United |
| ------------ | --------- | ----------------- |
| Gól          | 2         | 0                 |
| Összes lövés | 11        | 12                |
| Lövés kapura | 8         | 2                 |
| Labdabirt.   | 51%       | 49%               |
| Szöglet      | 4         | 7                 |
| Fault        | 7         | 10                |
| Les          | 2         | 5                 |
| Sárga lap    | 1         | 3                 |
| Kiállítás    | 0         | 0                 |